# 阿勒內瓦 (阿拉斯加州)
阿勒內瓦（英語：Aleneva）是位於美國阿拉斯加州科的阿克島自治市鎮的一個非建制地區和人口普查指定地區。根據2010年美國人口普查，該地人口為37人，而該地的面積約為161.10平方千米。

## 地理
阿勒內瓦的座標為58°03′49″N 152°54′37″W / 58.06361°N 152.91028°W，而該地的平均海拔高度為189米（即620英尺）。